# Roville-devant-Bayon
Roville-devant-Bayon é uma comuna francesa na região administrativa de Grande Leste, no departamento de Meurthe-et-Moselle. Estende-se por uma área de 4,43 km². Em 2010 a comuna tinha 788 habitantes (densidade: 177,9 hab./km²).